# Sally Rand
Sally Rand (Hickory County, Misuri, 3 de abril de 1904 - Glendora, 3 de agosto de 1979) fue una actriz cinematográfica, vedette y bailarina erótica estadounidense. 
Su verdadero nombre era Harriet Helen Gould Beck, y nació en Hickory County, Misuri. También actuó bajo el apodo de Billy Beck, y su nombre artístico se lo dio Cecil B. DeMille. En los años veinte actuó en el teatro y en el cine mudo. Fue seleccionada como una de las WAMPAS Baby Stars de 1927. Tras la aparición del cine sonoro, se convirtió en bailarina, especializada en el baile con abanicos, el cual popularizó actuando en el Paramount Club. Su actuación más famosa tuvo lugar en la Exposición Universal de Chicago (1933). Debido a las posturas consideradas indecentes que adoptaba con el baile fue arrestada en algunas ocasiones, aunque su desnudez era realmente una ilusión. También concibió la danza de la burbuja, en parte para poder trabajar en exteriores en días de viento. Interpretó la danza del abanico en la película Bolero, estrenada en 1934. 
En 1936 adquirió el club Great American Music Hall, de San Francisco (California). Estuvo casada con Clarence Aaron 'Tod' Robbins, Thurkel "Turk" Greenough, Harry Finkelstein, y con Fred Lalla. Rally Rand falleció en 1979 en Glendora, California, a los 75 años de edad, a causa de una insuficiencia cardíaca.